# Eileen Agar
Pour les articles homonymes, voir Agar.
Eileen Agar, née le 1er décembre 1899 à Buenos Aires et morte le 17 novembre 1991 à Londres, est une artiste peintre et photographe anglaise qui a côtoyé le surréalisme.

## Biographie
En 1911, la famille Agar, père écossais et mère américaine, quittent l'Argentine pour Londres. Eileen s'y inscrit à la Byam Shaw School of Fine Art en 1919, puis à l'Underwood School of Painting and sculpture.
En 1926, elle rencontre l'écrivain hongrois Joseph Bard (en). Ils s'installent à Paris en 1928 et elle fait la connaissance d'André Breton et de Paul Éluard.
En 1936, Eileen Agar participe à l' Exposition surréaliste internationale de Londres où elle présente trois tableaux, dont Quadriga et cinq objets. En 1937, elle fait un séjour à Mougins, avec Paul et Nusch Éluard, Picasso et Dora Maar, Roland Penrose et Lee Miller qui réalise d'elle un portrait.
Jusqu'en 1940, elle participe aux expositions surréalistes organisées à Amsterdam, New York, Paris et Tokyo.
Après la Seconde Guerre mondiale et jusqu'en 1985, Eileen Agar connaîtra pas moins de seize expositions monographiques.

## Quelques œuvres
- Eileen Agar, autoportrait figuratif, huile sur toile, 1927[2]
- Trois symboles, huile sur toile, 1930[3]
- Quadriga, huile sur toile, 1935[4]
- L'Ange de l'anarchie, objet, 1940[5]
- L'Horloge d'une femme, huile sur toile, 1989[6]